# Louka u Litvínova
Louka u Litvínova – wieś i gmina (obec) w Czechach, w kraju usteckim, w byłym powiecie Most. Wieś oddalona jest o niecałe 2 km od Litvínova. Tutaj przecinają się dwie linie kolejowe przechodzące przez Litvínov. Według szacunków 1 stycznia 2017 roku liczyła 710 mieszkańców. Pierwsza pisemna wzmianka o miejscowości pochodzi z 1289 roku.